# Powiat Zempelburg
Powiat Zempelburg (niem. Landkreis Zempelburg; pol. powiat sępoleński) – dawny powiat w latach 1939–1945 na terenie okupowanego przez Niemców korytarza polskiego z siedzibą w Zempelburgu (Sępólnie Krajeńskim).

## Historia
W latach 1920–1939 obszar powiatu Zempelburg należał do Polski jako powiat sępoleński (województwo pomorskie), utworzony ze wschodniej części powiatu Flatow, który 10 stycznia 1920 r. został przekazany Polsce na mocy traktatu wersalskiego.
26 października 1939 r. polski powiat sępoleński stał się częścią nowo utworzonego Okręgu Rzeszy Prusy Zachodnie – później przemianowanego na Gdańsk-Prusy Zachodnie – w nowej rejencji Bromberg, z naruszeniem prawa międzynarodowego. Powiatowi nadano jego dawną niemiecką nazwą Zempelburg. Został opanowany przez żołnierzy Armii Czerwonej i powrócił do przedwojennej polskiej administracji w styczniu i lutym 1945 roku.
W trakcie funkcjonowania powiatu zmieniono nazwy wielu miejscowości, m.in.
- Groß Wiesniewke: Kirschwiesen,
- Jasdrowo: Hirschhagen,
- Kamin: Kamin (Westpr.),
- Klein Wiesniewke: Kirschhöhe,
- Lubcza: Luppsee,
- Sittnowo: Schüttenau,
- Soßnow: Sassenau,
- Sypniewo: Wilckenwalde,
- Waldau: Dorfwaldau

1 stycznia 1945 r. na terenie powiatu znajdowały się trzy miasta i 52 innych gmin.